# ЗМЗ-409
ЗМЗ-409 (он же ЗМЗ-ПРО) — бензиновый двигатель внутреннего сгорания, выпускающийся на Заволжском моторном заводе с 2000 года.

## Описание
Двигатель ЗМЗ-409 объёмом 2,7 л начал выпускаться на Заволжском моторном заводе в 2000 году параллельно с ЗМЗ-405 — прародителем. В разные периоды двигатель устанавливается на внедорожники, малотоннажные грузовые автомобили и микроавтобусы.
Первоначально двигатели устанавливались на автомобили УАЗ. К середине 2000-х годов двигатели ЗМЗ-409 начали устанавливаться на автомобили Волга, ГАЗель и Соболь.
По конструкции двигатель ЗМЗ-409 унифицирован с ЗМЗ-405, основные отличия — шатунно-поршневая группа и система охлаждения двигателя. Существуют как бензиновые, так и газобензиновые модификации.

## Модификации
- ЗМЗ-409.10 (Евро-0 (2)). Мощность 143 л. с.[7][8]
- ЗМЗ-40904.10 (Евро-3). Мощность 128 л. с.
- ЗМЗ-40905.10 (Евро-4). Мощность 128 л. с.[9][10]
- ЗМЗ-4091.10 (Евро-3). Мощность 112 л. с.[11]
- ЗМЗ-40911.10 (Евро-4). Мощность 112 л. с. Модификация для установки в автомобиль УАЗ СГР. Имеет короткий впускной коллектор.
- ЗМЗ-4092.10 (опытный). Мощность 160 л. с.
- ЗМЗ-409051.10 (ЗМЗ Pro) (Евро-5). Мощность 149 л. с.
- ЗМЗ-409052.10 (ЗМЗ Pro СНГ) (Евро-5). Мощность 143 л. с. Би-топливная модификация для коммерческого транспорта УАЗ с возможностью работы на пропан-бутоновой смеси.
- ЗМЗ-409061.10 (Евро-5). Мощность 143 л. с.[12]. Модификация двигателя для бескапотной компоновки грузовика BAW Fenix.

## Применения
- Derways Cowboy
- Волга
- ГАЗель
- Соболь
- УАЗ-469
- УАЗ-31512 (ТРЭКОЛ-39041)
- УАЗ-3153
- УАЗ-3160
- УАЗ-3303
- УАЗ СГР
- УАЗ Симба
- УАЗ Симбир
- УАЗ Патриот
- УАЗ Хантер (ЗВМ-2410)
- Хивус-10